# 石榴镇 (漳浦县)
石榴镇，是中华人民共和国福建省漳州市漳浦县下辖的一个乡镇级行政单位。

## 行政区划
石榴镇下辖以下地区：
石榴村、下车村、温斗村、长兴村、田寮村、东山村、玳瑁村、梅东村、梅西村、梅北村、扳龙村、崎溪村、芳林村、胜利村、象牙村、龙岭村、山城村和车本村。